# Ионизационная камера
Ионизацио́нная ка́мера — газонаполненный датчик, предназначенный для измерения уровня ионизирующего излучения.
Измерение уровня излучения происходит путём измерения уровня ионизации газа в рабочем объёме камеры, который находится между двумя электродами. Между электродами создаётся разность потенциалов. При наличии свободных зарядов в газе между электродами возникает ток, пропорциональный скорости возникновения зарядов и, соответственно, мощности дозы облучения. Отличительной особенностью ионизационной камеры, в отличие от других газонаполненных датчиков, является сравнительно малая напряженность электрического поля в газовом промежутке, таким образом ток не зависит от напряжения на электродах и равен произведению заряда электрона на число пар ионов.
В широком смысле к ионизационным камерам относят также пропорциональные счётчики и счётчики Гейгера-Мюллера. В этих приборах используется явление так называемого газового усиления за счёт вторичной ионизации — в сильном электрическом поле электроны, возникшие при пролёте ионизирующей частицы, разгоняются до энергии, достаточной, чтобы, в свою очередь, ионизировать молекулы газа. В узком смысле ионизационная камера — это газонаполненный ионизационный детектор, работающий вне режима газового усиления. Ниже термин используется именно в этом значении.
Газ, которым заполняется ионизационная камера, обычно является инертным газом (или их смесью) с добавлением легко ионизирующегося соединения (обычно углеводорода, например метана или ацетилена), также используют пары этанола. Открытые ионизационные камеры (например, ионизационные детекторы дыма) заполнены воздухом.
Ионизационные камеры бывают токовыми (интегрирующими) и импульсными. В последнем случае на анод камеры собираются быстро двигающиеся электроны (за время порядка 1 мкс), тогда как медленно дрейфующие тяжёлые положительные ионы не успевают за это время достичь катода. Это позволяет регистрировать отдельные импульсы от каждой частицы. В такие камеры вводят третий электрод — сетку, расположенную вблизи анода, на которой оседают положительно заряженные ионы.

## Измерение потока нейтронов
Ионизационные камеры позволяют измерять не только альфа-, бета- или гамма-излучение, но и нейтронное излучение, что достаточно трудно, так как нейтроны не несут заряда и их прохождение через газовый объём камеры не приводит к ионизации газа, которую можно было бы измерить.
Для измерения потока нейтронов камеру разделяют на 2 одинаковых части. В первой части измеряют фоновую ионизацию газа за счёт альфа-, бета- или гамма-излучения, во второй части камеры на стенки наносят бор-10 (для ионизационных камер, измеряющих большие потоки нейтронов в ядерных реакторах) или уран-235 (для камер, измеряющих малые потоки нейтронов). При захвате нейтрона ядром урана-235 происходит вынужденное деление ядра и дополнительная ионизация газа в объёме камеры осколками деления. Бор-10 при захвате нейтрона распадается на ядро лития-7 и альфа-частицу по реакции
10B + n → 11B* → α + 7Li + 2,31 МэВ.
Разница в ионизации обоих объёмов камеры пропорциональна потоку нейтронов. Вариант ионизационной камеры с ураном-235 (или другим делящимся изотопом) на электродах называется камерой деления. Иногда камеру заполняют газообразным соединением 10BF3 — трифторидом бора-10, что позволяет улучшить эффективность регистрации осколков.
При измерении потоков нейтронов ионизационные камеры могут работать в трех режимах:
- импульсном — при измерении малых потоков нейтронов;
- токовом — при измерении больших потоков нейтронов;
- флуктуационном — нечто среднее между импульсным и токовым режимом.

Используется на АЭС в аппаратуре контроля нейтронного потока (АКНП) для измерения нейтронной мощности реактора.

## Детекторы дыма
Ионизационные камеры используются также в качестве детекторов дыма. Воздух между электродами облучается альфа-частицами (в качестве источника используется, например, америций-241) и за счёт ионизации приобретает некоторую проводимость. Когда в межэлектродное пространство попадает дым, на частицах которого ионы нейтрализуются, ток утечки, обусловленный ионами, уменьшается.